# マーク・コールマン
マーク・コールマン（Mark Coleman、1964年12月20日 - ）は、アメリカ合衆国の男性総合格闘家、プロレスラー。オハイオ州フリーモント出身。ハンマーハウス主宰。初代UFC世界ヘビー級王者。PRIDE GRANDPRIX 2000優勝。UFC殿堂入り。
後に総合格闘技の定石となる戦略の「グランド＆パウンド」を確立し、ドン・フライ、ダン・スバーンらと並んで、レスラーの総合格闘技に於ける可能性を開拓した人物であり、海外では「グラウンド&パウンドのゴッドファーザー（Godfather of Ground and Pound）」と称される。初代UFC世界ヘビー級王座を獲得しただけでなく、PRIDE初のトーナメントPRIDE GRANDPRIX 2000優勝を成し遂げるなど、MMA黎明期の日米メジャー団体で大きな活躍を見せた。なお、グランド＆パウンドの語源は、UFC 14の試合前にジョー・ローガンと行ったインタビューでコールマンが発した言葉から来ている。

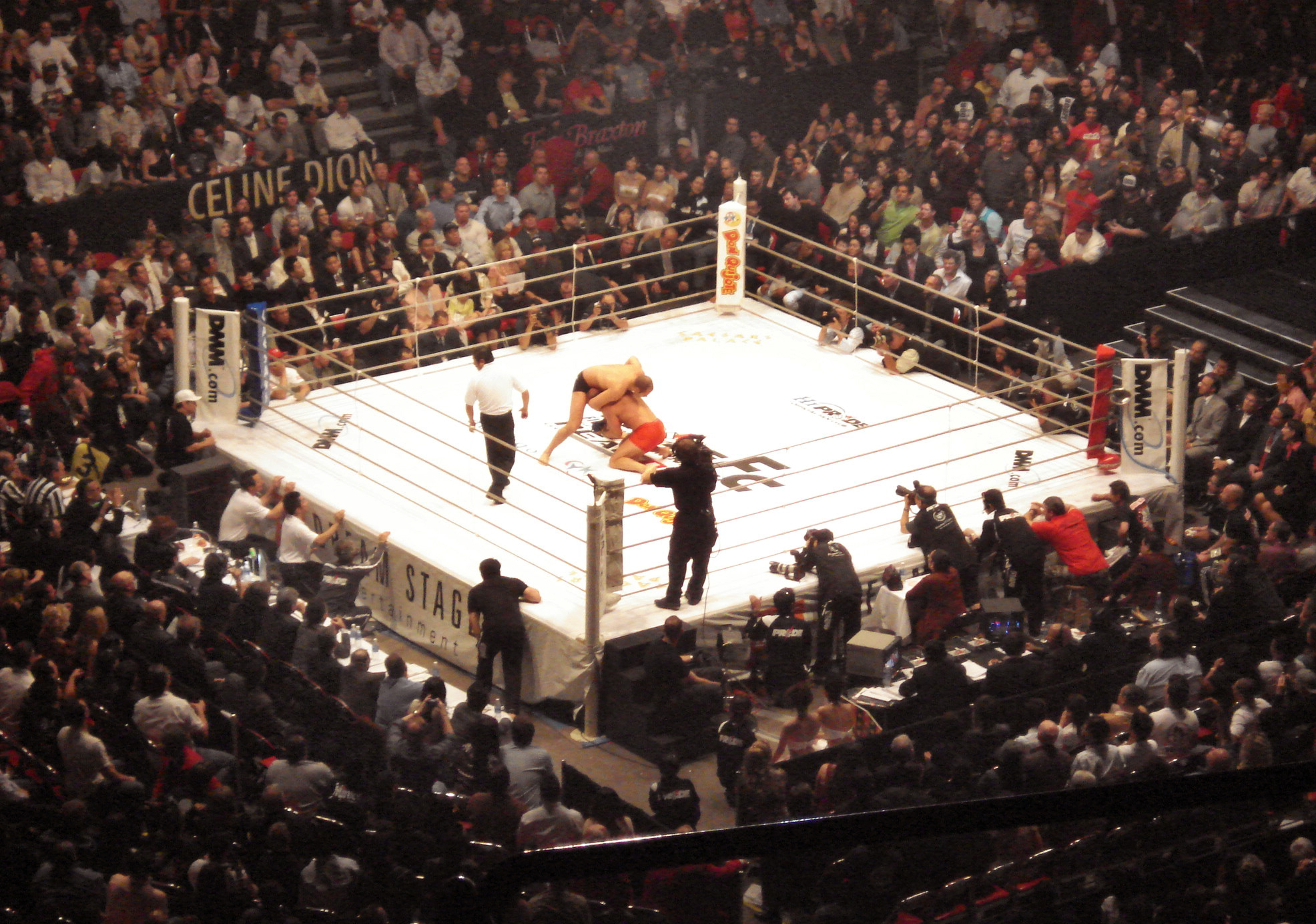
エメリヤーエンコ・ヒョードルと対戦するコールマン (2006年)

## 来歴
高校時代にフリースタイルで州王者。オハイオ州立大学時代はNCAAディビジョン1で1988年に優勝。1991年レスリング世界選手権フリースタイル100kg級2位、1992年バルセロナオリンピックレスリング・フリースタイル7位という競技実績を残し、オハイオ州でレスリング殿堂入りする。

### UFC
1996年にUFCへ参戦すると、UFC 10、UFC 11のトーナメントで優勝。
レスリングのバックボーンを活かしたタックル、頭突き、パウンドという後にレスラーの基本戦法となる戦い方を確立し、対戦相手をパワーで圧倒した。
1997年2月7日、UFC 12の初代UFCヘビー級王座決定戦でスーパーファイト王者のダン・スバーンと対戦し、ネックロックで一本勝ちを収め王座獲得に成功した。
1997年7月17日、UFC 14のUFCヘビー級王座の防衛戦でモーリス・スミスと対戦し、0-3の判定負けで王座から陥落した。UFCで圧倒的な強さをみせていたコールマンのまさかの敗戦にUFC史上最大の番狂わせの一つとされた。
膝の前十字靱帯の手術を受け1年近く戦線を離脱。
1998年5月15日、UFC 17でピート・ウィリアムスと対戦し、スタミナ切れを起こしたところにまともに右ハイキックを顔面に受けKO負けを喫した。

### PRIDE
その後PRIDEに参戦し、PRIDE.5で高田延彦と疑惑の一戦を戦った後、PRIDE グランプリ 2000にエントリー。持ち味を生かしたタックルから押し込みというファイトスタイルで200年1月30日のグランプリ開幕戦で佐竹雅昭、5月1日のグランプリ決勝戦で小路晃、藤田和之、イゴール・ボブチャンチンを破り優勝を果たした。決勝で勝利すると、興奮してトップロープに登ろうとして足を滑らせ転んだり、そのままリングから駆け下りて花道近くのファンと喜び合うなど嬉しさを爆発させた。
2001年9月24日、PRIDE.16でリングス KOK 2001王者アントニオ・ホドリゴ・ノゲイラと対戦し、ノゲイラの打撃の前に終始圧倒され、最後は腕ひしぎ三角固めで敗北。その後首の負傷で長期戦線離脱を余儀なくされた。
2003年6月8日、復帰戦となったPRIDE.26では、因縁の対決と呼ばれたドン・フライ戦を行う。しかし首が完治していない中での試合で、勝ちはしたものの思ったようなパフォーマンスが出来ず、双方とも消化不良の試合となった。さらに夫人との離婚調停が進み、愛娘2人の親権を失ってしまう。
その後、躊躇していた首の手術を決行し成功。2004年4月25日、PRIDE GRANDPRIX 2004 開幕戦のヘビー級グランプリ1回戦でヘビー級王者エメリヤーエンコ・ヒョードルと対戦。ヒョードルを2度にわたってテイクダウンし、一時はバックからスリーパーを狙うという好機も作るが、最後は下からの腕ひしぎ十字固めで一本負けを喫した。
2004年12月31日、PRIDE 男祭り 2004で、弟分的存在であるケビン・ランデルマンがミルコ・クロコップにリベンジされると、弟の仇討ちと称し2005年2月20日のPRIDE.29で対戦。再三にわたりタックルを敢行するも全て切られてしまい、最後はパンチラッシュでTKO負けを喫した。しかしそのリング上で、「I won't quit（オレはやめねえぞ）」と叫び続けるコールマンには温かい拍手が送られた。
2006年2月26日、PRIDE.31でミドル級グランプリ王者のマウリシオ・ショーグンと対戦。コールマンのタックルでショーグンが右肘を脱臼し、レフェリーストップによるTKO勝ち。10月21日、母国アメリカで開催されたPRIDE.32ではエメリヤーエンコ・ヒョードルと再戦するも、再び腕ひしぎ十字固めで一本負けを喫した。

### UFC復帰
2008年3月1日、UFC 82でオクタゴンに登場し、UFCで5人目のUFC殿堂入りを果たすと、改めて現役続行を宣言するとともに、UFCへの復帰を表明した。
2008年8月9日、UFC 87でブロック・レスナーと対戦予定であったが、膝の負傷により欠場となった。
2009年1月17日、2年3か月ぶり（UFC参戦は10年ぶり）の復帰戦及びライトヘビー級転向初戦となったUFC 93でマウリシオ・ショーグンと再戦し、右アッパーでTKO負けを喫したもののファイト・オブ・ザ・ナイトを受賞した。続いて参戦したUFC 100ではステファン・ボナーに判定勝ちし、UFC 12以来約12年半振りとなるUFCでの白星を挙げた。
2010年2月6日、UFC 109のメインイベントでランディ・クートゥアと対戦。UFC殿堂入り選手同士の対戦となったが、チョークスリーパーで一本負けを喫した。
2013年3月6日、自身のFacebookで引退を表明した。

### プロレス
総合格闘技と並行して、ZERO-ONEやハッスルのリングにおいてプロレスの試合も行っている。ハッスルでは初期に高田モンスター軍所属だったが、失態続きで追われると酒好きのキャラクターを演じ、「マーク・アルコールマン」というあだ名がつけられた。その後はハッスル軍を去った坂田亘と共に長州力との抗争で活躍し、崔領二と共に坂田軍団の礎を築いた。
2015年年末、「RIZIN FIGHTING WORLD GRAND-PRIX 2015 さいたま3DAYS」にて、かつてのPRIDEレジェンドファイターとしてヒース・ヒーリングとともに来日。

## 人物・逸話
- PRIDEでは同じくハンマーハウス所属で弟子でもあるケビン・ランデルマン、フィル・バローニと共に「筋肉三兄弟」というニックネームを付けられていた。コールマンは長男。
- 2020年のUFC on ESPN: Overeem vs. Harrisで、セコンドに付いたマット・ブラウンが試合でノックアウトで敗れ、控室での医師の診察に付き添っていたところに、UFCからインタビューをしたいのでカメラの前に座っていて欲しいと言われ、負けた選手のセコンドに何のインタビューをするのかと不思議に思って待っていたところ、突然会場のスクリーンで盟友ケビン・ランデルマンのUFC殿堂入りが発表され、ランデルマンが2016年に亡くなって以来、ランデルマンの殿堂入りを強く訴え続けていたコールマンは「やつは俺の兄弟なんだ」と、思わず顔を手で覆って涙した[9]。
- 興奮すると体が赤くなりやすい体質から「赤鬼」と呼ばれることもあった。
- 2024年3月12日の朝、自宅にて愛犬のハンマーが火事に気付き就寝中のコールマンに報せた。コールマンは両親を救い出した後に、ハンマーを救うべく自宅に戻り、その最中に一酸化炭素中毒で倒れてしまった。病院に搬送され昏睡状態だったコールマンだったが、2日後に意識を取り戻した。ハンマーは助からなかったという。

## 戦績
| 総合格闘技 戦績 | 総合格闘技 戦績 | 総合格闘技 戦績 | 総合格闘技 戦績 | 総合格闘技 戦績 | 総合格闘技 戦績 | 総合格闘技 戦績 |
| --------------- | --------------- | --------------- | --------------- | --------------- | --------------- | --------------- |
| 26 試合         | (T)KO           | 一本            | 判定            | その他          | 引き分け        | 無効試合        |
| 16 勝           | 4               | 8               | 4               | 0               | 0               | 0               |
| 10 敗           | 3               | 5               | 2               | 0               | 0               | 0               |

| 勝敗 | 対戦相手                       | 試合結果                                    | 大会名                                                   | 開催年月日     |
| ×    | ランディ・クートゥア           | 2R 1:09 チョークスリーパー                  | UFC 109: Relentless                                      | 2010年2月6日   |
| ○    | ステファン・ボナー             | 5分3R終了 判定3-0                           | UFC 100                                                  | 2009年7月11日  |
| ×    | マウリシオ・ショーグン         | 3R 4:36 TKO（スタンドパンチ連打）           | UFC 93: Franklin vs. Henderson                           | 2009年1月17日  |
| ×    | エメリヤーエンコ・ヒョードル   | 2R 1:15 腕ひしぎ十字固め                    | PRIDE.32 "THE REAL DEAL"                                 | 2006年10月21日 |
| ○    | マウリシオ・ショーグン         | 1R 0:49 TKO（右肘の脱臼）                   | PRIDE.31 Dreamers                                        | 2006年2月26日  |
| ○    | ミルコ・ヴーン                 | 1R 0:56 肩固め                              | Bushido Europe: Rotterdam Rumble                         | 2005年10月9日  |
| ×    | ミルコ・クロコップ             | 1R 3:40 TKO（スタンドパンチ連打）           | PRIDE.29 SURVIVAL                                        | 2005年2月20日  |
| ×    | エメリヤーエンコ・ヒョードル   | 1R 2:11 腕ひしぎ十字固め                    | PRIDE GRANDPRIX 2004 開幕戦 【ヘビー級グランプリ 1回戦】 | 2004年4月25日  |
| ○    | ドン・フライ                   | 3R（10分/5分/5分）終了 判定3-0              | PRIDE.26 REBORN                                          | 2003年6月8日   |
| ×    | アントニオ・ホドリゴ・ノゲイラ | 1R 6:10 腕ひしぎ三角固め                    | PRIDE.16                                                 | 2001年9月24日  |
| ○    | アラン・ゴエス                 | 1R 1:19 TKO（グラウンドの膝蹴り）           | PRIDE.13                                                 | 2001年3月25日  |
| ○    | イゴール・ボブチャンチン       | 延長R 3:09 ギブアップ（グラウンドの膝蹴り） | PRIDE GRANDPRIX 2000 決勝戦 【決勝】                     | 2000年5月1日   |
| ○    | 藤田和之                       | 1R 0:02 TKO（タオル投入）                   | PRIDE GRANDPRIX 2000 決勝戦 【準決勝】                   | 2000年5月1日   |
| ○    | 小路晃                         | 15分1R終了 判定3-0                          | PRIDE GRANDPRIX 2000 決勝戦 【2回戦】                    | 2000年5月1日   |
| ○    | 佐竹雅昭                       | 1R 1:14 ネックロック                        | PRIDE GRANDPRIX 2000 開幕戦 【1回戦】                    | 2000年1月30日  |
| ○    | ヒカルド・モラエス             | 10分2R終了 判定4-0                          | PRIDE.8                                                  | 1999年10月21日 |
| ×    | 高田延彦                       | 2R 1:44 ヒールホールド                      | PRIDE.5                                                  | 1999年4月29日  |
| ×    | ペドロ・ヒーゾ                 | 15分1R終了 判定1-2                          | UFC 18: Road to the Heavyweight Title                    | 1999年1月8日   |
| ×    | ピート・ウィリアムス           | 1R 12:38 KO（右ハイキック）                 | UFC 17: Redemption                                       | 1998年5月15日  |
| ×    | モーリス・スミス               | 21分1R終了 判定0-3                          | UFC 14: Showdown 【UFC世界ヘビー級タイトルマッチ】       | 1997年7月27日  |
| ○    | ダン・スバーン                 | 1R 2:57 ネックロック                        | UFC 12: Judgement Day 【UFC世界ヘビー級王座決定戦】      | 1997年2月7日   |
| ○    | ブライアン・ジョンストン       | 1R 2:20 ギブアップ（グラウンドの打撃）      | UFC 11: The Proving Ground 【準決勝】                    | 1996年9月20日  |
| ○    | ジュリアン・サンチェズ         | 1R 0:45 チョークスリーパー                  | UFC 11: The Proving Ground 【1回戦】                     | 1996年9月20日  |
| ○    | ドン・フライ                   | 1R 11:34 TKO（頭突き）                      | UFC 10: The Tournament 【決勝】                          | 1996年7月12日  |
| ○    | ゲーリー・グッドリッジ         | 1R 7:00 ギブアップ（疲労）                  | UFC 10: The Tournament 【準決勝】                        | 1996年7月12日  |
| ○    | モティ・ホーレンスタイン       | 1R 2:43 ギブアップ（パウンド）              | UFC 10: The Tournament 【1回戦】                         | 1996年7月12日  |

## 獲得タイトル
- レスリング NCAAディビジョン1 王者（1988年）[2]
- レスリング 世界選手権100kg級 銀メダル（1991年）
- UFC 10 優勝（1996年）
- UFC 11 優勝（1996年）
- 初代UFC世界ヘビー級王座（1997年）
- PRIDE GRANDPRIX 2000 優勝（2000年）

## 表彰
- UFC ファイト・オブ・ザ・ナイト（1回）
- UFC殿堂入り（2008年）
- オハイオ州 レスリング殿堂入り（1992年）

## 出演

### 映画
- History of MMA (2012)

### CM
- シック・ジャパン
- ドール・フード・カンパニー